# Jimmy Garrison
Jimmy Garrison (Miami, 1934. március 3. – New York, 1976. április 7.) amerikai nagybőgős.

## Pályakép
Tízéves korában Philadelphiába költöztek, ahol a középiskola utolsó évében tanult meg basszusgitározni. Reggie Workman, Henry Grimes, McCoy Tyner és Lee Morgan mellett szerepelt. 1957-62 között Kenny Dorham, Tony Scott,  Philly Joe Jones, Bill Barron, Lee Konitz, Jackie McLean, Curtis Fuller, Benny Golson, Lennie Tristano és Pharoah Sanders részvételével készített felvételeket.
1961-ben Ornette Colemannel készültek felvételei. Pályafutása első éveiben Walter Bishop, Jr. és Cal Massey mellett is dolgozott.
Hivatalosan 1962-ben csatlakozott a Coltrane kvartetthez.
1971-72-ben Garrison vendégtanár volt a Visiting Artist at Wesleyan University-n és a  Bennington College-on.

## Albumok

### John Coltrane előtt
- 1957: Kenny Dorham Jazz Contrasts
- 1958: Philly Joe Jones Blues For Dracula
- 1959: Jackie McLean Swing, Swang, Swinging
- 1959: Lee Konitz Live at the Half Note
- 1961: Benny Carter Further Definitions

### John Coltrane-nel
- 1961: My Favorite Things
- 1961: Africa/Brass Sessions Vol. 2
- 1961: The Other Village Vanguard Tapes
- 1961: Impressions
- 1961: Ballads
- 1962: Duke Ellington and John Coltrane
- 1962: Coltrane
- 1963: John Coltrane and Johnny Hartman
- 1964: Crescent
- 1964: A Love Supreme
- 1965: Ascension
- 1965: Om
- 1965: Kulu Se Mama
- 1965: Sun Ship
- 1966: Live at the Village Vanguard Again
- 1967: Expressions
- 1967: Stellar Regions

### Másokkal
- 1959: Ornette Coleman Art of the Improvisors
- 1961: Ornette Coleman Ornette on Tenor
- 1963: Elvin Jones Illumination
- 1966: Bill Dixon Jazz Artistry of Bill Dixon
- 1966: Sonny Rollins East Broadway Rundown
- 1966: Robert F. Pozar, Good Golly Miss Nancy
- 1967: Archie Shepp Live at the Donaueschingen Music Festival
- 1968: Ornette Coleman Love Call
- 1968: Ornette Coleman New York Is Now
- 1972: Archie Shepp Attica Blues
- 1974: Beaver Harris From Ragtime To No Time

### Coltrane halála után
- 1968: Elvin Jones: Puttin’ It Together
- 1968: Alice Coltrane: Monastic Trio

## Filmek
- Jimmy Garrison az IMDb-n